# 蔡宗佑
蔡宗佑（1982年6月2日—）為台灣的棒球選手之一，前中華職棒La New熊隊，守備位置為二壘手。
涉入2009年中華職棒假球事件遭檢方調查，坦承擔任雨刷集團白手套收買球員，遭La New熊開除。

## 經歷
- 台中市力行國小少棒隊
- 台中市中山國中青少棒隊
- 臺中市國立中興大學附屬臺中高級農業學校青棒隊
- 台灣體院棒球隊（富邦公牛）
- La New熊隊代訓球員
- 中華職棒La New熊隊（2007年－2009年）

## 外部連結
- 蔡宗佑在台灣棒球維基館上的頁面（繁體中文）
- 球員資訊和成績在中華職棒官網（中文）